# Barwinok
Barwinok (670 m n.p.m.) – szczyt w Beskidzie Niskim.
Szlaki piesze
- Wapienne – Mały Ferdel (578 m n.p.m.) – Barwinok (670 m n.p.m.) – Magura Wątkowska (846 m n.p.m.) – Folusz
- Folusz – Barwinok (670 m n.p.m.)
- Barwinok (670 m n.p.m.) – Wapienne